# Nataša Kovačević
Pour les articles homonymes, voir Kovačević.
Nataša Kovačević, en cyrillique serbe : Наташа Ковачевић, née le 20 mai 1994, est une basketteuse serbe. Internationale, elle a joué dans les catégories d'âge U16, U18, U19 et U20 en équipe nationale. Gravement blessée dans un accident de la route en 2013 dans un accident de bus de l'équipe dans lequel le coach et le manager trouvent la mort, elle est amputée d'une jambe.
Aidée d'une prothèse, elle parvient à rejouer à haut niveau avec le club de l'Étoile rouge de Belgrade depuis novembre 2015,. La fédération française l'a soutenue financièrement pour obtenir une prothèse adaptée, l'a invitée à disputer un match de gala à Angers pour son retour sur les terrains et est intervenue auprès de la FIBA Europe pour décrocher l'autorisation de rejouer avec les valides malgré son handicap : « Sur le terrain et dans la vie, je suis pareille qu'avant. Avant le match, certaines enfilent des chaussettes, moi je mets ma prothèse. ». Elle devient ainsi la première joueuse européenne handicapée à évoluer au niveau professionnel. 
Elle a créé une association qui promeut les jeunes sportifs en difficulté. En avril 2022, elle reçoit l'Ordre du mérite français (avec le grade de chevalier).